# Lynde

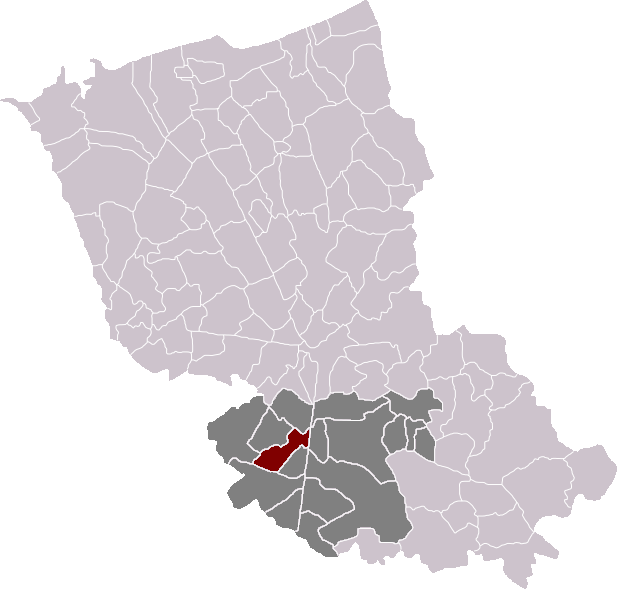
Localització de Lynde

Lynde  (en neerlandès Linde) és un municipi francès, situat a la regió dels Alts de França, al departament del Nord, que forma part de la Westhoek. L'any 2006 tenia 625 habitants. Limita amb Renescure, Ebblinghem i Blaringhem.

## Demografia
| 1962                                       | 1968 | 1975 | 1982 | 1990 | 1999 |
| ------------------------------------------ | ---- | ---- | ---- | ---- | ---- |
| 405                                        | 442  | 386  | 449  | 544  | 591  |
| Des de 1962: població sense dobles comptes |      |      |      |      |      |

## Administració
| Període   | Identitat           | Partit |
| --------- | ------------------- | ------ |
| 2000-2001 | Jean-Claude Arnouts |        |
| 2001-     | Jacques Hermant     |        |